# Trọng Con
Trọng Con là một xã thuộc huyện Thạch An, tỉnh Cao Bằng, Việt Nam.

## Địa lý
Xã Trọng Con nằm ở phía nam huyện Thạch An, có vị trí địa lý:
- Phía đông giáp xã Đức Xuân và xã Lê Lai
- Phía tây giáp tỉnh Lạng Sơn và xã Đức Thông
- Phía nam giáp tỉnh Lạng Sơn
- Phía bắc giáp xã Thái Cường.

Xã Trọng Con có diện tích 77,45 km², dân số năm 2019 là 1.853 người, mật độ dân số đạt 24 người/km².
Trên địa bàn xã có một số ngọn núi như khau Bó Quặng, khau Hai, khau Kéo, khau Tào. Các dòng suối chảy trên địa bàn gồm suối Bản Cáu, suối Cốc Xả, suối Nà Lẹng, suối Nà Pi, khuổi Kẹn.

## Lịch sử
Sau năm 1975, Trọng Con là một xã thuộc huyện Thạch An.
Đến năm 2019, xã Trọng Con được chia thành 10 xóm: Bản Cáu, Cạm Kháng, Khuổi Nghiệc, Nà Cà, Nà Lẹng, Nà Ngài, Nà Pi, Nà Vài, Pò Lài, Bản Chang.
Ngày 9 tháng 9 năm 2019, Hội đồng Nhân dân tỉnh Cao Bằng ban hành Nghị quyết số 27/NQ-HĐND về việc:
- Sáp nhập ba xóm Bản Cáu, Nà Cà, Khuổi Nghiệc thành xóm Vĩnh Quang
- Sáp nhập hai xóm Nà Ngài và Nà Vài thành xóm Nam Quang.

## Hành chính
Xã Trọng Con được chia thành 7 xóm: Bản Chang, Cạm Kháng, Nà Lẹng, Nam Quang, Nà Pi, Pò Lài, Vĩnh Quang.

## Xã hội
Xã có 2 trường THCS là trường THCS Vĩnh Quang và THCS Trọng Con.